# Inca Roads
Inca Roads è la traccia d'apertura dell'album discografico One Size Fits All di Frank Zappa pubblicato nel 1975. Il brano contiene insoliti cambiamenti di tempo, una struttura complessa, ed è una delle prime canzoni di Zappa a far uso della xenocronia. Il brano venne eseguito in concerto da Zappa nei periodi 1973-1974, 1979 e 1988.

## Il brano
Per la maggior parte Inca Roads tratta degli stereotipi narrati nella cosiddetta "teoria degli antichi astronauti", secondo la quale gli alieni avrebbero visitato la Terra milioni di anni fa, incontrando, fra gli altri popoli antichi, anche la civiltà Inca. Questa messa in ridicolo di miti come quello delle celebri "linee di Nazca", come anche la copertina dell'album stesso, sembrerebbero essere una parodia della "spiritualità" di molti gruppi di progressive rock dell'epoca. Il testo del brano recita: «Did a vehicle come from somewhere out there, just to land in the Andes? Was it round and did it have a motor or was it something different?» ("È veramente giunto un veicolo da qualche parte là fuori, solo per atterrare sulle Ande? Era rotondo e aveva un motore o era qualcosa di diverso?") suggerendo l'idea che un UFO sia atterrato sulle Ande. Con il progredire della canzone, il testo diventa sempre più demenziale e sembra mettere decisamente in ridicolo quanto affermato all'inizio della traccia. La natura scherzosa del brano è evidente come presa in giro delle tematiche astrali e fantascientifiche presenti in molti pretenziosi concept album di altri gruppi progressive degli anni settanta.

### Struttura
Inca Roads utilizza numerosi cambi di tempo quali: 2/4, 3/4, 4/4, 5/4, 6/4, 3/8, 7/8, 3/16, 5/16, 7/16, 11/16, e possibilmente anche altri. La canzone inizia con la parte cantata, batteria, e marimba, ma ben presto diventano protagonisti la chitarra elettrica e il basso. Verso la fine del brano torna la parte cantata, ma la chitarra mantiene la sua posizione di predominio. Dopo un breve assolo di marimba, Inca Roads si avvia alla conclusione tornando all'atmosfera iniziale. La traccia termina con le parole: «On Ruth, on Ruth, that's Ruth!» dando credito alla Underwood (moglie di Ian) per la sua abilità nel suonare la marimba. In una intervista, George Duke disse che Zappa insistette affinché fosse lui a cantare in Inca Roads anche se egli non era un cantante professionista e avrebbe solo dovuto suonare la tastiera nella canzone.

## Formazione
- Frank Zappa - chitarra elettrica, voce
- George Duke - tastiere, sintetizzatore, voce solista
- Napoleon Murphy Brock - flauto, sassofono tenore, voce
- Chester Thompson - batteria
- Tom Fowler - basso
- Ruth Underwood - vibrafono, marimba, percussioni
- Captain Beefheart (accreditato sul disco come "Bloodshot Rollin' Red") - armonica a bocca[7]